# Bursins
Bursins é uma comuna da Suíça, situada no distrito de Nyon, no cantão de Vaud. Tem 3,36 km² de área e sua população em 2018 foi estimada em 755 habitantes.